# Asbjärs naturreservat
Asbjärs naturreservat är ett naturreservat i Trelleborgs kommun i Skåne län.
Området är naturskyddat sedan 2023 och är 9 hektar stort. Reservatet ligger sydost om Svedala och består av en skogklädd höjd med en bokskog med flera grova gamla träd.